# کیکه لوپز
کیکه لوپز (انگلیسی: Kike López؛ زادهٔ ۱۲ ژانویهٔ ۱۹۸۸) بازیکن فوتبال اهل اسپانیا است که در پست  وینگر راست یا دفاع راست برای کورنلا بازی می‌کند.